# 北方真獣類
北方真獣類（ほっぽうしんじゅうるい、Boreoeutheria）または北方獣類（ほっぽうじゅうるい、Boreotheria）は、真獣類に属する哺乳類の一群巨目である。

## 概要
ローラシア獣類と真主齧類からなる上位のクレードである。単に英語読みでボレオユーテリアとも言う。
このクレードは現在、DNA配列の解析に加え、レトロトランスポゾンの有無のデータによっても、よく支持されている。

## 分子遺伝学と北方真獣類
北方真獣類は、互いに姉妹群であると考えられる2つの大クレード、すなわち、モグラ・クジラ・ウシ・ウマ・コウモリ・ネコなどの仲間を含むローラシア獣類と、ネズミ・ウサギ・サルなどの仲間を含む真主齧類（＝超霊長類）とをまとめたクレードである。
ミトコンドリアDNAおよび核ゲノムのシークエンス解析を用いた分子遺伝学的なアプローチにより、現生するすべての真獣類は、系統的に以下の4つの大グループにまとめられることが明らかになっている。
- Group I ：アフリカ獣類（アフロテリア）
- Group II ：異節類
- Group III ：真主齧類（ユーアルコントグリレス）
- Group IV ：ローラシア獣類（ローラシアテリア）

これらのグループ分けそのものの妥当性には、ほとんど疑問の余地がないが、一方、この4つのグループが進化の過程で分岐していった順序については、さまざまな説が提出されており、まだ定説といえるものがないのが現状である。
しかし、その中で唯一、真主齧類とローラシア獣類の2つのクレードは、研究初期から、比較的高い近縁性を示していた。これらが姉妹群であることは、現在ほぼ確実視されており、この両者をまとめた北方真獣類（ボレオユーテリア）が単系統であることは、広く受け入れられている。
よって、各グループの系統関係を論じる上で実際に問題となるのは、その起源においてアフリカ大陸に深い関係があると見られるアフリカ獣類、南アメリカ大陸にほぼ固有である異節類（異節目（アリクイ目）に相当）、そして北方真獣類の3グループの分岐の順序、すなわち、三者のうちのいずれが最初に他の二者の共通の祖先から分岐したのか、ということになる。
この点に関して、現在、以下の3つの仮説が鼎立している。
アトラントゲナータ（大西洋類）仮説　Atlantogenata Theory
アトラントゲナータ（異節類＋アフリカ獣類） ＋ 北方真獣類
エクサフロプラセンタリア（非アフリカ有胎盤類）仮説　Exafroplacentalia Theory (Notolegia Theory)
アフリカ獣類 ＋ 非アフリカ有胎盤類（異節類＋北方真獣類）
エピテリア仮説　Epitheria Theory
異節類 ＋ エピテリア（アフリカ獣類＋北方真獣類）
一方、東工大大学院の岡田典弘教授らのグループが、LINE配列の解析を行った結果、祖先多型が存在し、その状態が解消される前に3つの系統は、ほぼ同時期に、急速に分岐したという学説を提唱している。

## 北方真獣類の分類階級
北方真獣類の位置づけは、一般に「下綱」に位置づけられることが多い真獣類の下位であり、また、同じく「上目」とされる真主齧類・ローラシア獣類の上位ということになる。一例として2020年に発表された『Illustrated Checklist of the Mammals of the World』では「巨目（Magnorder）」の階級に置かれている。しかし、もともと分子遺伝学・分子系統学的アプローチによって設定されたこれらのクレードは、90年代から盛んになってきた分岐学的な考え方を前提とする構成概念であり、それゆえに、タクソンの序列によって階層的に生物群を理解しようとする従来のリンネ式の分類体系とは、やや折り合いが悪い。それは、分岐学（分岐分類学）においては、進化上の分岐点が1つ解明されれば、そのつど必然的に1つのクレードが新たに生まれることになり、これに応じて、系統上その近隣に位置するクレードも、タクソンとしての階級が上下することになるため、タクソンの階級的な位置づけは、もはや恒常的なものではなくなるからである。哺乳類の例では、かつての鰭脚目や鯨目は「目」の階級から転落し、有蹄目や食虫目は、タクソンそのものが消滅した。

## 分類
- 哺乳綱 Mammalia
  - （省略）
    - 真獣類（真獣下綱）Eutheria
      - 有胎盤類 Placentalia
        - Group I：アフリカ獣類 Afrotheria
        - Group II：異節類 Xenarthra
        - 北方真獣類 Boreoeutheria
          - Group III： 真主齧類 Euarchontoglires （超霊長類 Supraprimates）
            - 真主獣類 Euarchonta
              - 登木目 Scandentia： ツパイ（東南アジア）
              - 皮翼目 Dermoptera： ヒヨケザル（東南アジア）
              - 霊長目 Primates： キツネザル、ガラゴ、サル（全世界）

            - グリレス類 Glires
              - 兎形目 Lagomorpha： ナキウサギ、アナウサギ、ノウサギ（ユーラシア、アフリカ、南北アメリカ）
              - 齧歯目 Rodent： ネズミ、リス、ビーバー、ヤマアラシ（全世界）

          - Group IV: ローラシア獣類 Laurasiatheria
            - 真無盲腸目 Eulipotyphla： モグラ、トガリネズミ、ハリネズミ、ジムヌラ、ソレノドン（全世界）
            - 翼手目 Chiroptera： コウモリ（全世界）
            - 有蹄類 Ungulata
              - 鯨偶蹄目 Cetartiodactyla： かつての鯨目（クジラ、イルカ）と偶蹄目（カバ、ブタ、ラクダ、キリン、シカ、カモシカ、ウシ、ヒツジ、ヤギ）（全世界）
              - 奇蹄目 Perissodactyla： ウマ、ロバ、シマウマ、バク、サイなどの奇蹄類（ユーラシア、アフリカ、南北アメリカ）

            - 広獣類 Ferae
              - 鱗甲目 Pholidota： センザンコウ（アフリカ、南アジア）
              - 食肉目 Carnivora： 食肉類（全世界）

## 脚註
1. ↑  Archibald, J. David; Zhang, Yue; Harper, Tony; Cifelli, Richard L. (May 6, 2011). “Protungulatum, confirmed Cretaceous occurrence of an otherwise Paleocene eutherian (placental?) mammal”. Journal of Mammalian Evolution 18 (3):  153–161. doi:10.1007/s10914-011-9162-1.  オリジナルのMarch 3, 2016時点におけるアーカイブ。 2013年4月28日閲覧。.
2. ↑  William J. Murphy, Eduardo Eizirik, Mark S. Springer et al., Resolution of the Early Placental Mammal Radiation Using Bayesian Phylogenetics,Science, Vol 294, Issue 5550, 2348-2351 , 14 December 2001.
3. ↑  祖先に異なるSINE配列を持った複数のグループが存在した事。通常はこの状態は長続きせず、いずれ一つの配列パターンに落ち着く。
4. ↑  Connor J. Burgin, Jane Widness & Nathan S. Upham, “Introduction,” In: Connor J. Burgin, Don E. Wilson, Russell A. Mittermeier, Anthony B. Rylands, Thomas E. Lacher & Wes Sechrest (eds.), Illustrated Checklist of the Mammals of the World, Volume 1, Lynx Edicions, 2020, Pages 23-40.